# Anthony Lowther (vicomte Lowther)
Anthony Edward Lowther, vicomte Lowther (24 septembre 1896 - 6 octobre 1949) est un courtisan et soldat anglais.

## Jeunesse
Anthony Edward Lowther est le fils aîné de Lancelot Lowther (6e comte de Lonsdale) et sa première épouse, Gwendoline Sophia Alice Sheffield (1869–1921). Après la mort de sa mère en 1921, son père se remarie à Sybil Beatrix Feetham, le seul enfant du major-général Edward Feetham de Farmwood.
Ses grands-parents maternels sont Priscilla Dumaresq (fille du lieutenant-colonel Henry Dumaresq) et Robert Sheffield, 5e baronnet. Ses grands-parents paternels sont Henry Lowther (3e comte de Lonsdale) et la comtesse Emily Lowther (née Emily Susan Caulfield), la fille de M. St George Caulfield du château de Donoman de Roscommon, en Irlande.

## Carrière
Il est nommé page d'honneur le 7 avril 1908 et sert dans ce poste jusqu'au 25 mars 1913. Formé au Collège militaire royal de Sandhurst, il est nommé sous-lieutenant dans le 10e Royal Hussars (Prince of Wales's Own) le 11 août 1915.
Lowther réside dans les propriétés familiales après la guerre, résidant à Clifton Hall, Westmorland. Comme beaucoup de sa famille, il est influent dans les affaires locales, servant comme grand shérif de Westmorland en 1930, et étant nommé colonel honoraire du 4e bataillon, le régiment de frontière le 19 décembre 1931. Il déménage de Clifton Hall à Askham Hall en 1933. Ce bâtiment, achète par les Lowthers en 1815, est soigneusement restauré et modernisé sous sa direction.
Sa carrière de gentleman du comté se poursuit lorsque, le 29 avril 1937, il est nommé lieutenant adjoint pour Cumberland par son oncle, Hugh, et il devient lui-même Lord Lieutenant du Westmorland deux ans plus tard.

## Vie privée
Le 1er février 1922, Lowther épouse Muriel Frances Farrar, fille de George Herbert Farrar, 1er baronnet, de Chicheley Hall Bucks, par qui il a trois enfants :
- James Lowther (7e comte de Lonsdale) (1922–2006), qui se marie quatre fois[1]
- Anthony George Lowther (né en 1925), qui épouse Lavinia Joyce de San Francisco (parents de Camilla Lowther, grands-parents maternels des mannequins Adwoa Aboah et Kesewa Aboah)[5]
- Ann Mary Lowther (1927–1956), qui épouse le colonel Julian Fane (1921–2013)

À la mort de son oncle en 1944, Anthony prend le titre de vicomte Lowther comme héritier apparent du comté. Cependant, il est décédé avant son père en 1949, à l'âge de 53 ans. Sa veuve est décédée le 25 février 1968.